# Bracia faustyni
Zgromadzenie Apostołów Miłosierdzia Bożego „Bracia faustyni” (Congregatio Apostolorum Divinae Misericordiae – CADM) – katolickie, męskie zgromadzenie zakonne o charakterze kontemplacyjno-czynnym. Wspólnota jest instytutem niekleryckim na prawie cywilnym jako stowarzyszenie wiernych zwykłe o nazwie „Zgromadzenie Apostołów Miłosierdzia Bożego”, a nie diecezjalnym (kuria siedlecka potwierdza zgodę biskupa na działanie wspólnoty na terenie diecezji jednakże, jak stwierdzają przedstawiciele kurii, stan zgromadzenia na ten moment jest niejasny.) Główną patronką zgromadzenia jest św. Faustyna Kowalska, od której imienia faustyni wywodzą swą nazwę. Charyzmat zgromadzenia polega na praktykowaniu oraz szerzeniu kultu Miłosierdzia Bożego. Bracia nie przyjmują święceń kapłańskich. Dom zakonny braci faustynów znajduje się w Wereszczynie.

## Historia
Zgromadzenie zostało założone przez br. Mirosława Salwowskiego oraz br. Sławomira Dudzika w 1985 roku. Pierwszy klasztor faustynów powstał w Piastowie, koło Warszawy. Zamieszkiwało tam trzech braci. Brat Rafał, wówczas najmłodszy z trójki, wkrótce po obłóczynach i złożeniu prywatnych ślubów w miejscowej świątyni prowadzonej przez księży kamilianów, został skierowany przez przełożonego do Chełma, i rozpoczął pracę w dziale księgowości Domu Pomocy Społecznej w Nowinach. Ze względu na brak oczekiwanej współpracy na rzecz rozwoju wspólnoty od strony przełożonych, narastającym rozdźwięku co do sposobu pełnienia misji zgromadzenia w Kościele Katolickim, oraz jako jedyny pracujący zawodowo – zrezygnował z prowadzenia domu w Chełmie przy ul. Żabiej i odszedł z zakonu, zwracając budynek darczyńcom. Dwaj pozostali bracia przeprowadzili się do Brynicy. Począwszy od 1995 roku przez kolejne pięć lat bracia zamieszkiwali przy kaplicy pod wezwaniem Podwyższenia Krzyża Świętego w Czartajewie koło Siemiatycz. Obecnie jedyny klasztor faustynów znajduje się w Wereszczynie.

## Duchowość
Duchowość faustynów opiera się na duchowości św. Faustyny Kowalskiej, patronki zgromadzenia. Jej Dzienniczek stanowi dla braci regułę życia. Centrum duchowości zgromadzenia stanowi kult Miłosierdzia Bożego, który bracia realizują w trojaki sposób, poprzez:
- apostolat modlitwy – bracia uwielbiają Miłosierdzie Boże, ogarniając swą modlitwą potrzebujących, a zwłaszcza tych, którzy nie poznali jeszcze Boga, kapłanów, braci i siostry zakonne, chorych, konających oraz dusze czyśćcowe;
- apostolat słowa – czyli głoszenie prawdy o Miłosierdziu Bożym (np. poprzez katechizacje dzieci i młodzieży, organizowanie rekolekcji);
- apostolat czynu – wyraża się w spełnianiu uczynków miłosierdzi względem bliźnich (np. opieka nad niepełnosprawnymi, posługa chorym w szpitalach).

## Działalność
Bracia realizują swój charyzmat poprzez różnoraką służbę. Pomagają kapłanom w pracy duszpasterskiej, pracując jako katecheci, zakrystianie, organiści, akolici oraz nadzwyczajni szafarze Komunii Świętej. Ponadto pełnią posługę wśród chorych i niepełnosprawnych. Starają się też nieść pomoc dzieciom i młodzieży z ubogich rodzin. Bracia prowadzą również ośrodek rekolekcyjno-wypoczynkowy dla dzieci, młodzieży i dorosłych w Wereszczynie.

## Habit
Habit braci składa się z czarnej tuniki, czarnego szkaplerza oraz czarnej peleryny z kapturem. Tunika przepasana jest sznurem w kolorze czerwonym, do którego przypięty jest różaniec.